# Kozina (Fichtelgebirge)
Der Kozina (deutsch: Ziegenberg, 642 m) ist ein stark bewaldeter Berg östlich der Selb-Wunsiedler Hochfläche im tschechischen Naturpark Smrčiny (deutsch: Fichtelgebirge), 1200 Meter von der Staatsgrenze Deutschland–Tschechien entfernt. Er liegt 3,2 km nordwestlich von Lipná (deutsch: Lindau), Kreis Cheb (Eger). Westlich gegenüber auf deutschem Staatsgebiet befindet sich die Ortschaft Längenau.

## Geographie
Der Berg ist dem tschechischen Anteil am Fichtelgebirge zuzuordnen, genauer dem Hazlovská pahorkatina (deutsch: Haslauer Hügelland), einer Untereinheit der Haupteinheit Smrčiny (I3A-1).

## Karte
Digitale Ortskarte 1:10.000 Bayern (Nord) des Landesamtes für Vermessung und Geoinformationen Bayern